# 田羽安
田羽安（1985年8月11日—），原名陳怡嘉，臺灣女演員，父親為臺灣資深演員陳博正。景文高中、台灣藝術大學畢業。

## 電視劇
| 年份   | 電視臺           | 劇名                        | 角色名稱 |
| ------ | ---------------- | --------------------------- | -------- |
| 2003年 | 台視             | 《名揚四海》                | 小GiGi   |
| 2003年 | TVBS歡樂台       | 《七年級生》                | 溫曉嵐   |
| 2003年 | TVBS歡樂台       | 《香草戀人館》              | 洪恩琦   |
| 2005年 | TVBS歡樂台       | 《惡男宅急電》              | 麥麥     |
| 2008年 | TVBS歡樂台       | 《幸福的抉擇》              | 劉小妮   |
| 2009年 | 民視             | 《夜市人生》                | 吳怡嘉   |
| 2009年 | 大愛電視台       | 《大愛長情劇展-曙光》       | 羅麗芬   |
| 2010年 | 三立都會台       | 《犀利人妻》                | Dora     |
| 2011年 | TVBS歡樂台       | 《勇士們》                  | 阿滿     |
| 2011年 | 台視             | 《姊妹》                    | 李心怡   |
| 2011年 | 華視             | 《莒光園地-掙扎》           |          |
| 2011年 | 大愛電視台       | 《讓愛飛翔》                | 尹善喜   |
| 2012年 | 台視             | 《半熟戀人》                | Linda    |
| 2012年 | 台視             | 《東華春理髮廳》            | 唐亦廉   |
| 2012年 | 八大綜合台       | 《絕對達令》                | 儀君     |
| 2012年 | 大愛電視台       | 《陪你看天星》              | 麗華     |
| 2012年 | 大愛電視台       | 《愛在陽光下》              | 蔡青兒   |
| 2014年 | 台視             | 《雨後驕陽》                | 金牡丹   |
| 2014年 | 大愛電視台       | 《大愛長情劇展-指尖的溫暖》 | 朱恬儀   |
| 2015年 | 三立台灣台       | 《思慕的人》                | 賴雪子   |
| 2016年 | 台視             | 《700歲旅程》               | 劉玉帆   |
| 2016年 | 大愛電視台       | 《歸·娘家》                 | 吳璧雲   |
| 2018年 | 大愛電視台       | 《長盤決勝》                | 鄧淑卿   |
| 2018年 | 大愛電視台       | 《阿英的成長日記》          | 張阿英   |
| 2018年 | 愛奇藝           | 《海角戀人》                | 黃靜妍   |
| 2019年 | 華視             | 《最佳利益》                | 雷子倩   |
| 2019年 | 公視             | 《苦力》                    | 李秀敏   |
| 2020年 | 大愛電視台       | 《殷緣天成》                | 盧靜慧   |
| 2023年 | 公視             | 《牛車來去》                | 露露     |
| 2023年 | 公視、八大戲劇台 | 《最佳利益2－決戰利益》     | 雷子倩   |
| 2023年 | 公視、八大戲劇台 | 《最佳利益3－最終利益》     | 雷子倩   |
| 2024年 | 公視             | 《我的婆婆怎麼那麼可愛2》   | 高斯蓮   |
| 2025年 | TVBS歡樂台       | 《舊金山美容院》            |          |

## MV
- 霍建華 《你好就好》
- 黃立行 《最後只好躺下來》
- 曹格、梁靜茹 《PK》
- 舒米恩 《在城市寫下愛》
- 曾昱嘉 《眼淚不夠》
- 五月天 《超人》

## 外部連結
- 田羽安的Facebook專頁
- 田羽安的Instagram帳戶
- 田羽安在豆瓣上的资料（简体中文）
- 田羽安在时光网上的簡介（简体中文）